# Gambusia marshi
Gambusia marshi és un peix de la família dels pecílids i de l'ordre dels ciprinodontiformes. Va ser descrit per W.L. Minckleu el 1962.

## Morfologia
Els adults poden atènyer fins a 2,4 cm de longitud total.

## Distribució geogràfica
Es troba a Nord-amèrica: Mèxic.